# Деллякли
Деллякли (азерб. Dəlləkli) — село в административно-территориальном округе села Чопедере Зангеланского района Азербайджана.

## История
По данным «Свода статистических данных о населении Закавказского края, извлеченных из посемейных списков 1886 года», в селе Даллаклу Бартазского сельского округа Зангезурского уезда Елизаветпольской губернии было 29 дымов и проживало 162 азербайджанца (в источнике — «татарина») шиитского вероисповедания. Всё население являлось государственными крестьянами.
В ходе Первой карабахской войны, в 1993 году село было занято армянскими вооружёнными силами, и до октября 2020 года находилось под контролем непризнанной НКР. 22 октября 2020 года, в ходе Второй карабахской войны, президент Азербайджана объявил об освобождении села Деллекли вооружёнными силами Азербайджана.